# Das Kaninchen

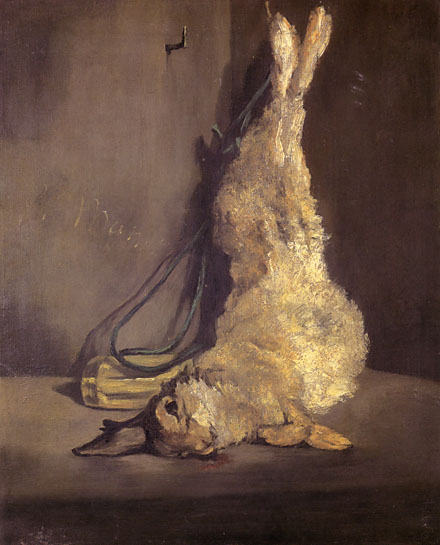
Das Kaninchen
Édouard Manet, 1866
62 × 48 cm
Öl auf Leinwand
Musée Angladon, Avignon

Das Kaninchen (französisch: Le lapin oder Un lepin) ist der Titel eines Gemäldes des französischen Malers Édouard Manet. Das 62 × 48 cm große, in Öl auf Leinwand gemalte Bild zeigt ein totes Kaninchen als Jagdtrophäe. Vorbild für dieses Stillleben war ein Werk des Malers Jean Siméon Chardin. Manet ließ von Das Kaninchen eine Radierung stechen, von der nur wenige Abzüge erhalten sind. Das Gemälde gehört zur Sammlung des Musée Angladon in Avignon.

## Beschreibung

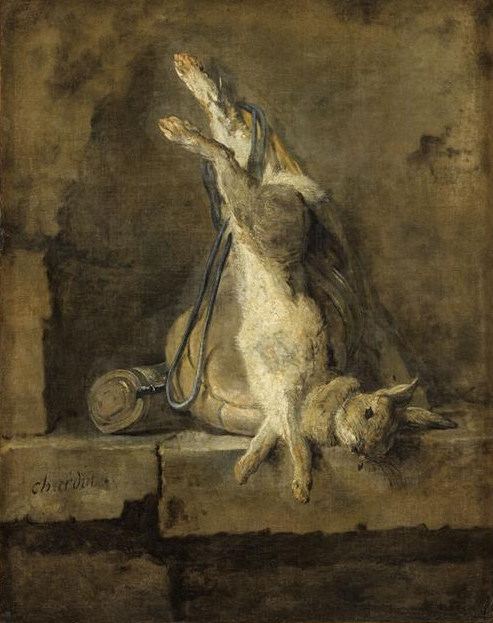
Jean Siméon Chardin: Kaninchen mit Jagdzubehör

Manets Gemälde Das Kaninchen geht auf das Bild Lapin mort et attirail de chasse (Totes Kaninchen und Jagdutensilien) des Malers Jean Siméon Chardin zurück. Als Manet sein Gemälde 1866 schuf, war das Vorbild das einzige Stillleben Chardins im Pariser Louvre. Chardin zeigt in seinem Werk ein totes Kaninchen, das am linken Hinterlauf an einem Haken in einer Mauernische aufgehängt wurde. Auffällig liegt ein schwarzes Lederband um den Hinterlauf des Kaninchens und ragt herunter zu zwei neben dem Tier befindlichen Taschen für das Jagdzubehör. Der Kopf des Kaninchens wurde auf einer nach vorn ragenden Steinplatte zur rechten Seite abgelegt, die Vorderläufe hängen über die Kante nach unten. Sehr detailreich ist die Vorderkante der Steinplatte wiedergegeben, deren sichtbarer Riss das Thema Vergänglichkeit unterstreicht. Links auf dieser Steinplatte hat Chardin seine Signatur angebracht. 
Die beiden Bilder von Manet und Chardin haben viele Gemeinsamkeiten. Beide Bilder zeigen die Jagdtrophäe eines Kaninchens in ähnlicher Darstellung und Ausführung, beide sind überwiegend in Brauntönen gemalt. Sie unterscheiden sich zunächst in der Größe: Während Chardin für sein Kaninchen eine Leinwand mit den Abmessungen 81 × 65 cm wählte, reduzierte Manet das Sujet auf 62 × 48 cm. Sein Blick auf das Tier ist dichter am Motiv. Wo bei Chardin eine Rundnische angedeutet ist, zeigt Manet eine unklare Raumsituation, die aus Rückwand, rechter Seitenwand und Bodenplatte besteht, welche jeweils von den Bildrändern angeschnittenen sind. Deutlich ragt aus der Rückwand ein Haken heraus, der jedoch ohne weitere Verwendung bleibt. Das Manetsche Kaninchen hängt an einem weiteren, nicht sichtbaren Haken. Bei ihm sind beide Hinterläufe zusammengebunden, der Kopf auf der Bodenplatte nach links gelegt und auch die Vorderläufe finden Raum auf diesem Untergrund. Auffällig ist ein Blutfleck auf der Bodenplatte vor der Schnauze des Tieres. Auch bei Manets Stillleben gibt es ein herunterhängendes Lederband, das aber nicht auffällig um den Hinterlauf gelegt wurde, sondern hinter und neben dem Tier zur Bodenplatte reicht. Dort liegt bei Manet nur eine Tasche des Jagdzubehörs. Der Maler hat sein Bild an der Rückwand mit „Ed. Manet“ signiert. In diesem Bereich ist das Gemälde deutlich beleuchtet. Schatten hinter dem Tier lassen auf eine Lichtquelle von vorn oben schließen. Besonders das Fell des Kaninchens mit seinen Abstufungen von Braun, Grau und Weiß erscheint im hellen Licht.

## Radierung des Motivs

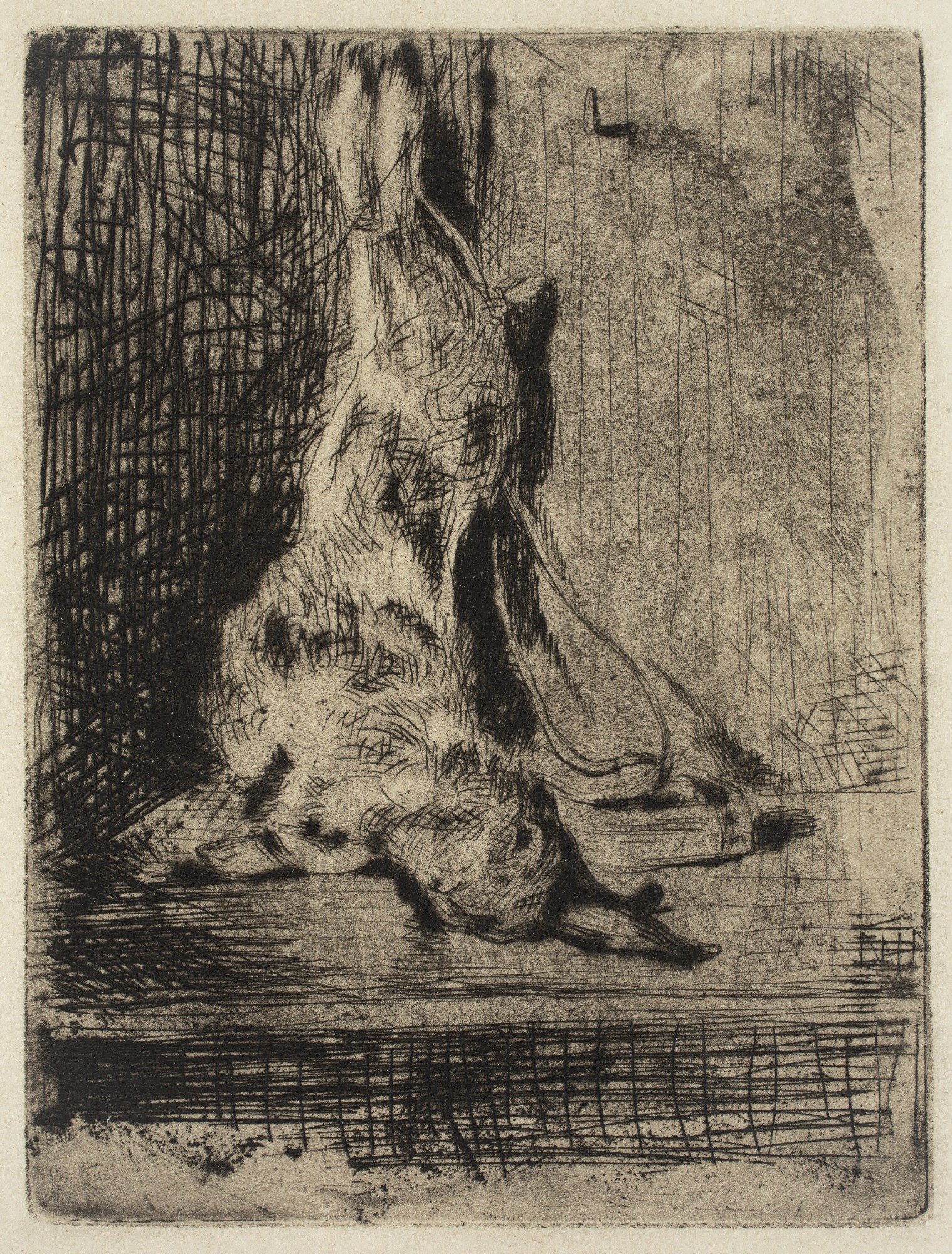
Édouard Manet: Das Kaninchen, Radierung

Manet scheint mit der Ausführung seines Gemäldes Das Kaninchen recht zufrieden gewesen zu sein. Darauf lässt zum einen die von Manet organisierte Ausstellung des Bildes im Jahr 1867 deuten, zum anderen hat er das Motiv nicht nur als Ölbild, sondern auch als Radierung ausgeführt. Das genaue Datum der Radierung ist nicht bekannt, aber verschiedene Kunsthistoriker gehen davon aus, dass diese einige Jahre nach Vollendung des Gemäldes erfolgte. Nur fünf Abzüge der Radierung sind bekannt. Davon war ein Exemplar in der Privatsammlung von Manets Malerfreund Edgar Degas. Die anderen vier Abzüge befinden sich heute in den Sammlungen des Van Gogh Museums in Amsterdam, des Detroit Institute of Arts, des Metropolitan Museum of Art in New York und des Baltimore Museum of Art. Die Ausführung erfolgte als Kaltnadelradierung auf Büttenpapier; die Größe der Radierung wird mit etwa 13,5 × 10,2 cm angegeben.
Die Komposition der Radierung ist vom Gemälde auf die Druckplatte übernommen worden, während die Abzüge auf Papier das Motiv seitenverkehrt zeigen. Die Ausführung der Radierung ist sehr viel freier und skizzenhafter als das detailreich gemalte Ölbild. Für den Kunsthistoriker Gotthard Jedlicka gehört die Radierung zu den Arbeiten, die „eine ungewöhnlich reiche und gestufte Weise, mit altmeisterlicher Vollendung in der Verwendung des Instruments“ aufweisen. Juliet Wilson-Bareau vermutet, dass „der satte Grat auf und um das Kaninchen herum ... auf ein Wischen oder eine Überarbeitung der radierten Linien zurückzuführen“ sei. Sie sieht zudem „einen kuriosen Schatten in der oberen rechten Ecke“, der auf einen „beschädigten Grund“ schließen lässt.

## Manets Stillleben
In Manets Œuvre gibt es zwei Werkphasen, in denen er eine Reihe von Stillleben malte. Zum einen schuf er in den 1860er Jahren mehrere Gemälde, bei denen er sich teils an den im Zweiten Kaiserreich besonders beliebten Vorbildern des Barock orientierte. Zum anderen wandte er sich ab 1880 einer Stilllebenmalerei im Stil des Impressionismus zu. Das Kaninchen gehört zur Gruppe von Bildern, bei denen sich Manet auf die traditionelle Stilllebenmalerei bezog. Diese finden sich häufig in der niederländischen Malerei des 17. Jahrhunderts; Manets Bildthemen gehen jedoch eher auf französische nature morte aus dieser Zeit zurück. So erinnert sein 1864 entstandenes Gemälde Pfingstrosenstengel mit Gartenschere (Musée d’Orsay, Paris) an Jagdstillleben von Jean-Baptiste Oudry oder Jean Siméon Chardin. Der an die Wand gelehnte Pflanzenstängel nimmt dabei das aufgehangene Tier im später entstandenen Jagdstillleben Das Kaninchen vorweg. In der Ausführung des floralen Motivs vor braunem Hintergrund und dem auf einer Tischplatte abgelegten Blumen, finden sich ebenfalls Parallelen zum Bild Das Kaninchen. Auch beim Gemälde Lachs, Hecht und Garnelen (Norton Simon Museum, Pasadena) von 1864 stellt Manet ein Stillleben auf einer Tischplatte vor dunklem Hintergrund dar. Wie in Das Kaninchen zeigt er hier ein totes Tier, das für den Speiseplan vorgesehen ist. Der Küchentisch deutet auf den Raum hin, in dem das Sujet angesiedelt ist. Auch beim Bild Das Kaninchen ist eine Küchenwand als Hintergrund denkbar. Ein weiteres Gemälde mit direkten Bezug zu einem Vorbild bei Chardin ist Manets 1870 entstandenes Stillleben Die Brioche (Metropolitan Museum of Art, New York). In diesem Bild geht Manet auf Chardins gleichnamiges Gemälde Die Brioche ein, das erst 1869 in die Sammlung des Louvre gelangte.

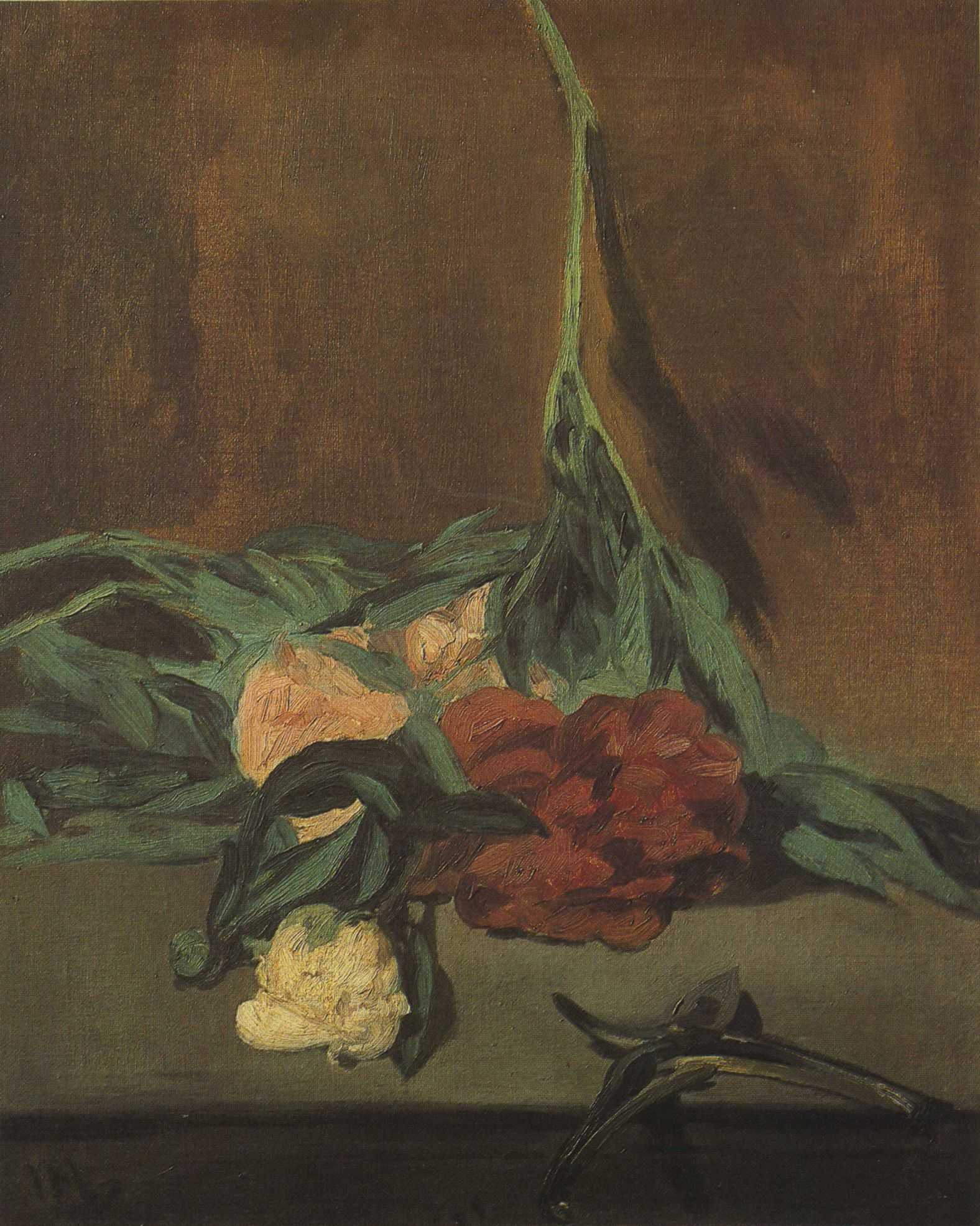
Édouard Manet: Pfingstrosenstengel mit Gartenschere 1864
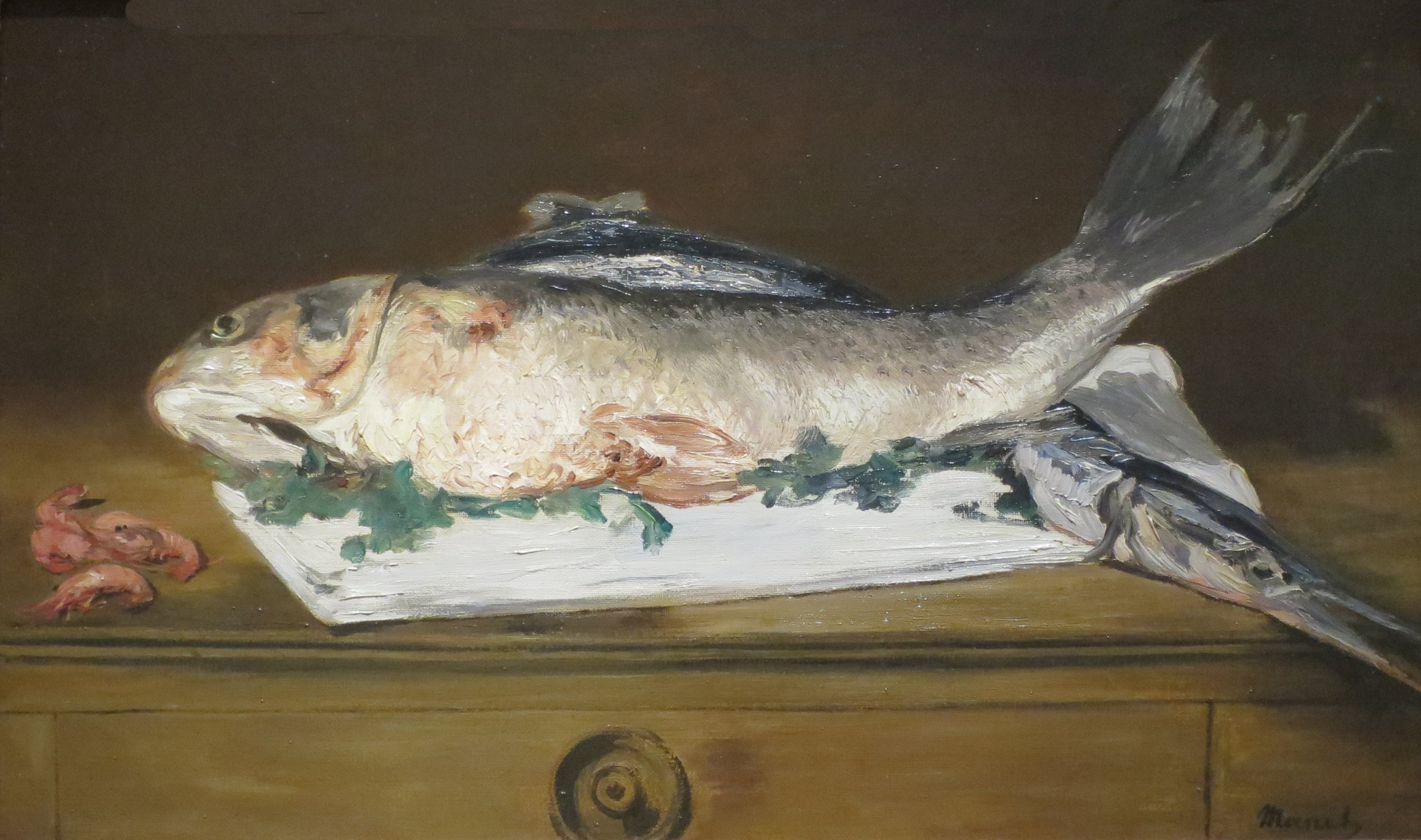
Édouard Manet: Lachs, Hecht und Garnelen 1864
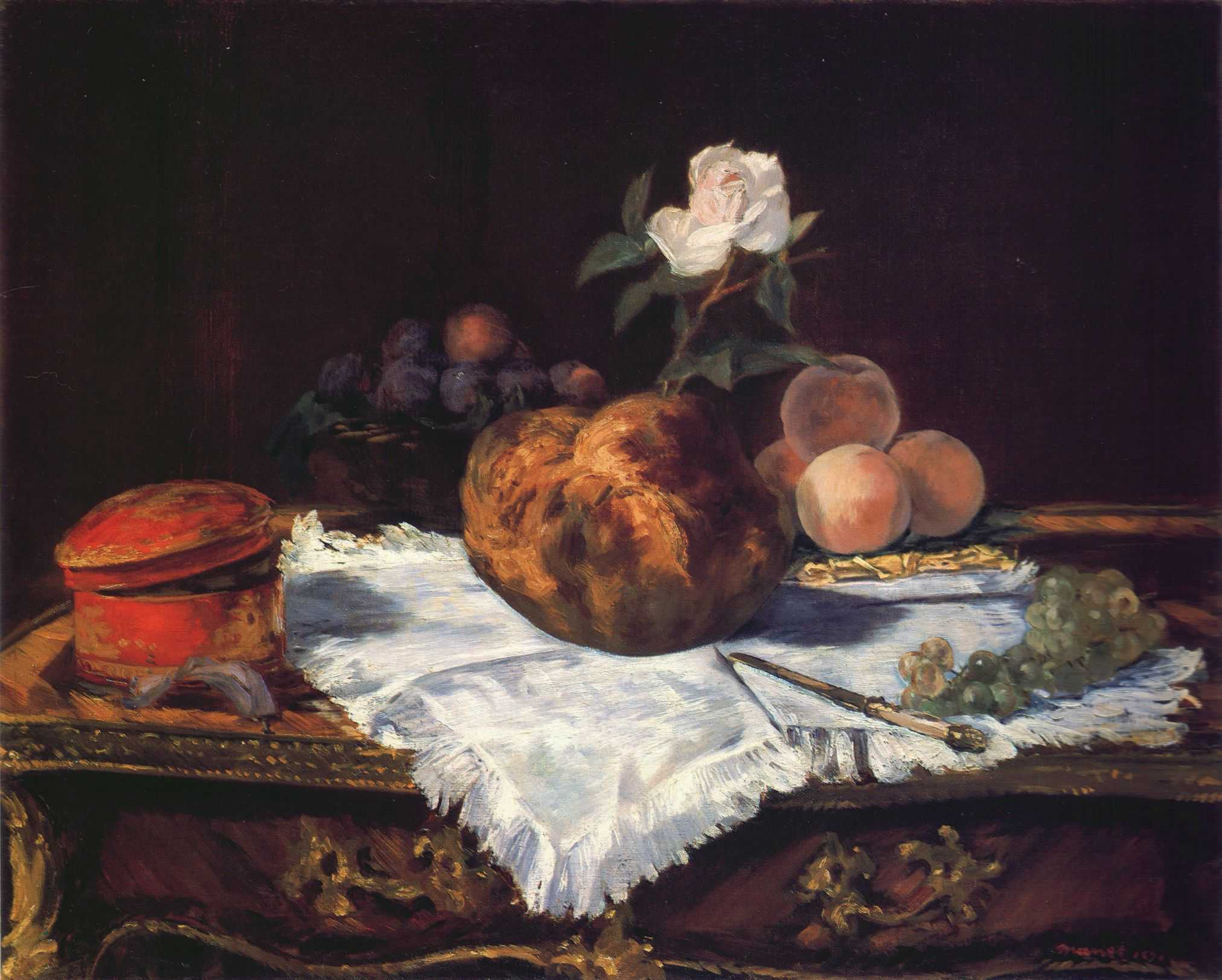
Édouard Manet: Die Brioche 1870
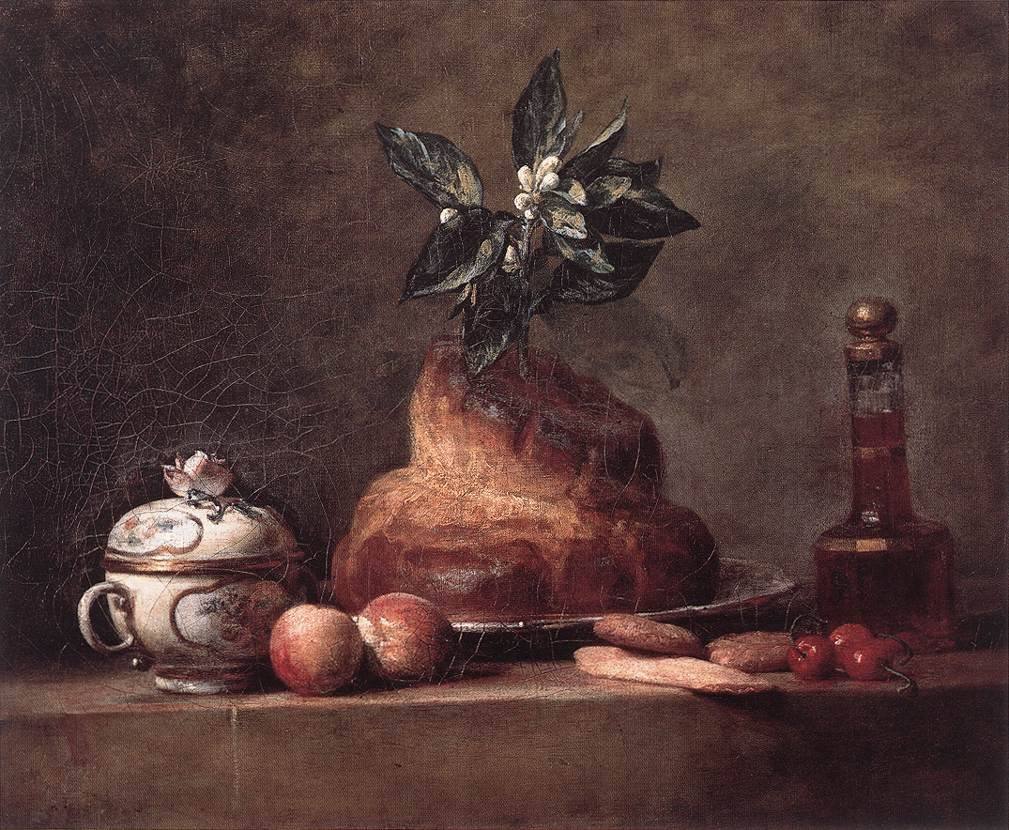
Jean Siméon Chardin: Die Brioche 1763

In seinen letzten Lebensjahren widmete sich Manet verstärkt der Stilllebenmalerei. Für den bereits von Krankheit gezeichneten Maler boten Stillleben eine leichtere Umsetzung als die komplexen Personendarstellungen, für die er vor allem bekannt ist. Bei der Stilllebenmalerei brauchte er keine Verabredungen mit Modellen zu treffen und die kleinformatigen Bilder konnten im Sitzen ausgeführt werden. Sein 1880 entstandenes Werk Stillleben mit fünf Pflaumen (Museum of Fine Arts, Houston) zeigt die Früchte wiederum vor dunkler Wand und auf einer dunklen Fläche. Die Malerei bei diesem Bild unterscheidet sich in seiner freien Ausführung deutlich von den Arbeiten der 1860er Jahre. Auch im etwa 1882 entstandenen Gemälde Blumen in einer Kristalvase (Musée d’Orsay, Paris) ist das Motiv vor dunklem Grund gemalt und die Pinselführung – insbesondere im Bereich der Blüten – deutlich im Stil des Impressionismus gehalten. Das Thema Jagdstillleben griff Manet erneut 1881 auf. Neben einem Toten Uhu (Stiftung Sammlung E. G. Bührle, Zürich) entstand das Werk Der Hase (National Museum Cardiff), das motivisch nah beim Gemälde Das Kaninchen liegt. In Der Hase fehlt hingegen jeglicher Bezug zu einem Barockbild; es ist als spontane Umsetzung eines Motivs aus Manets direkter Umgebung entstanden.

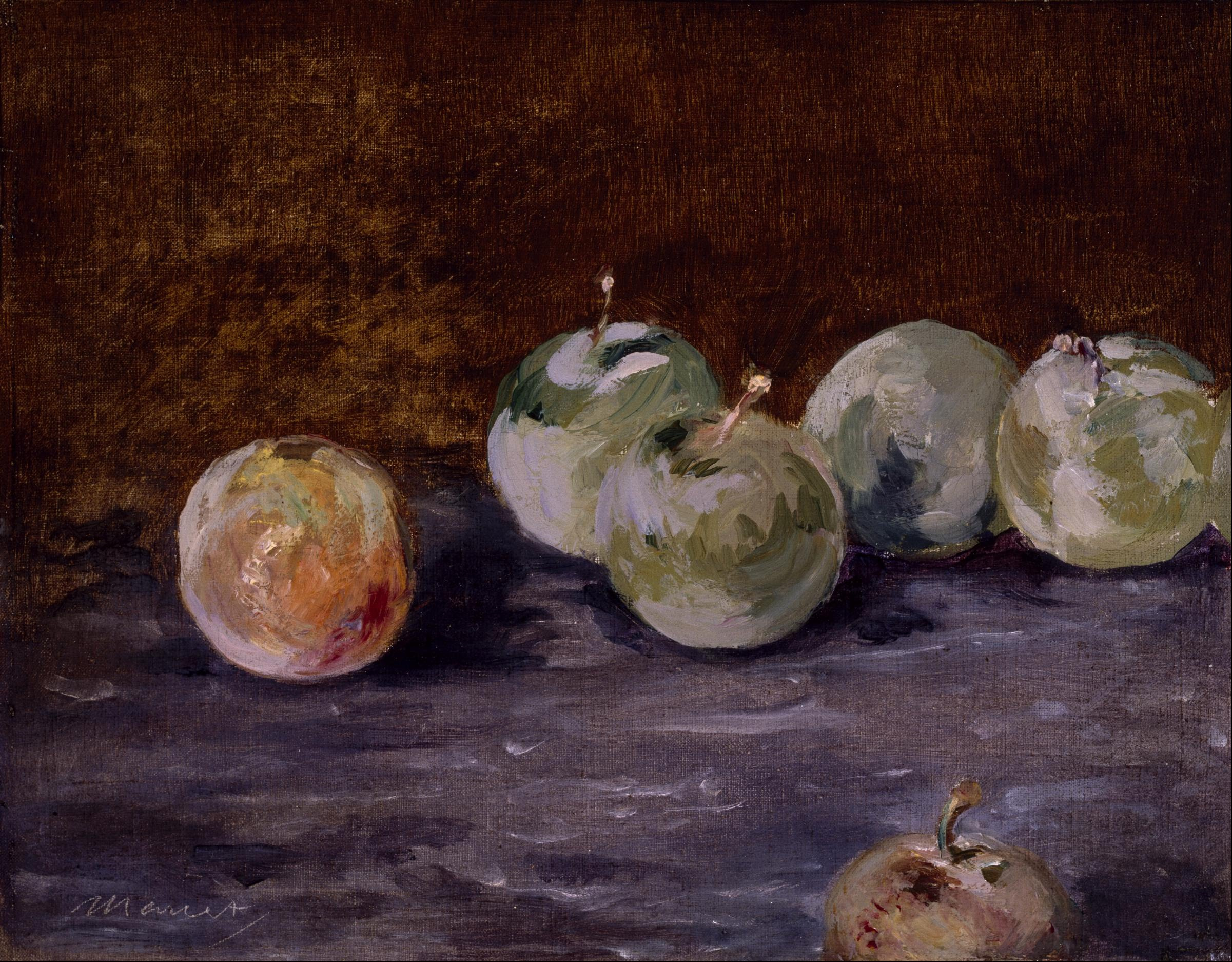
Édouard Manet: Stillleben mit fünf Pflaumen 1880
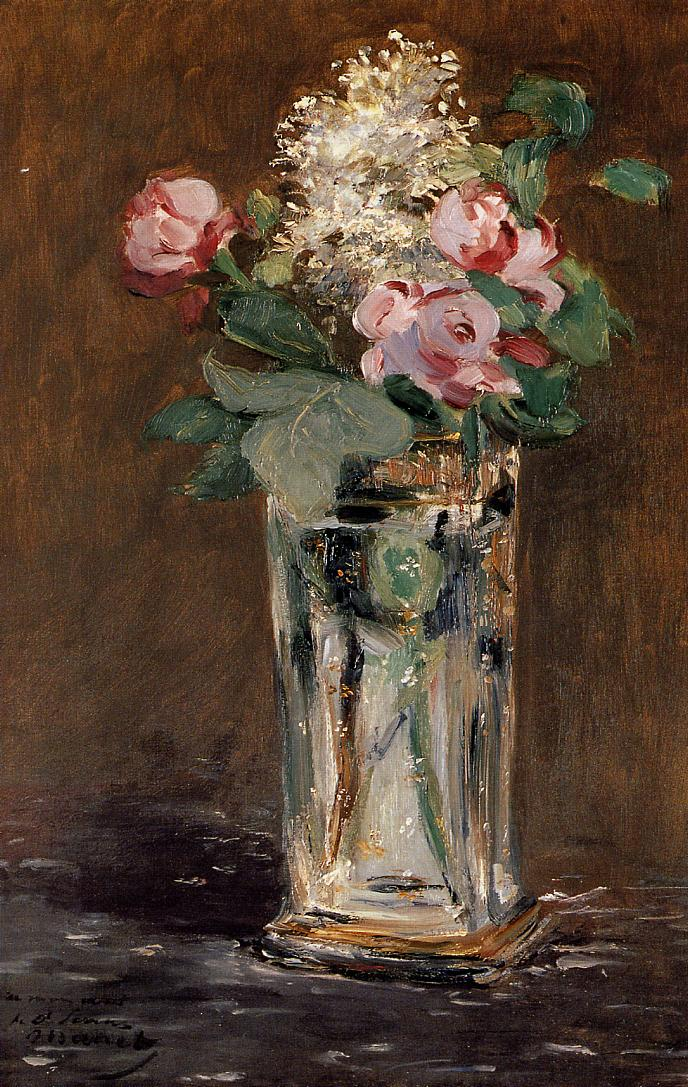
Édouard Manet: Blumen in einer Kristalvase um 1882
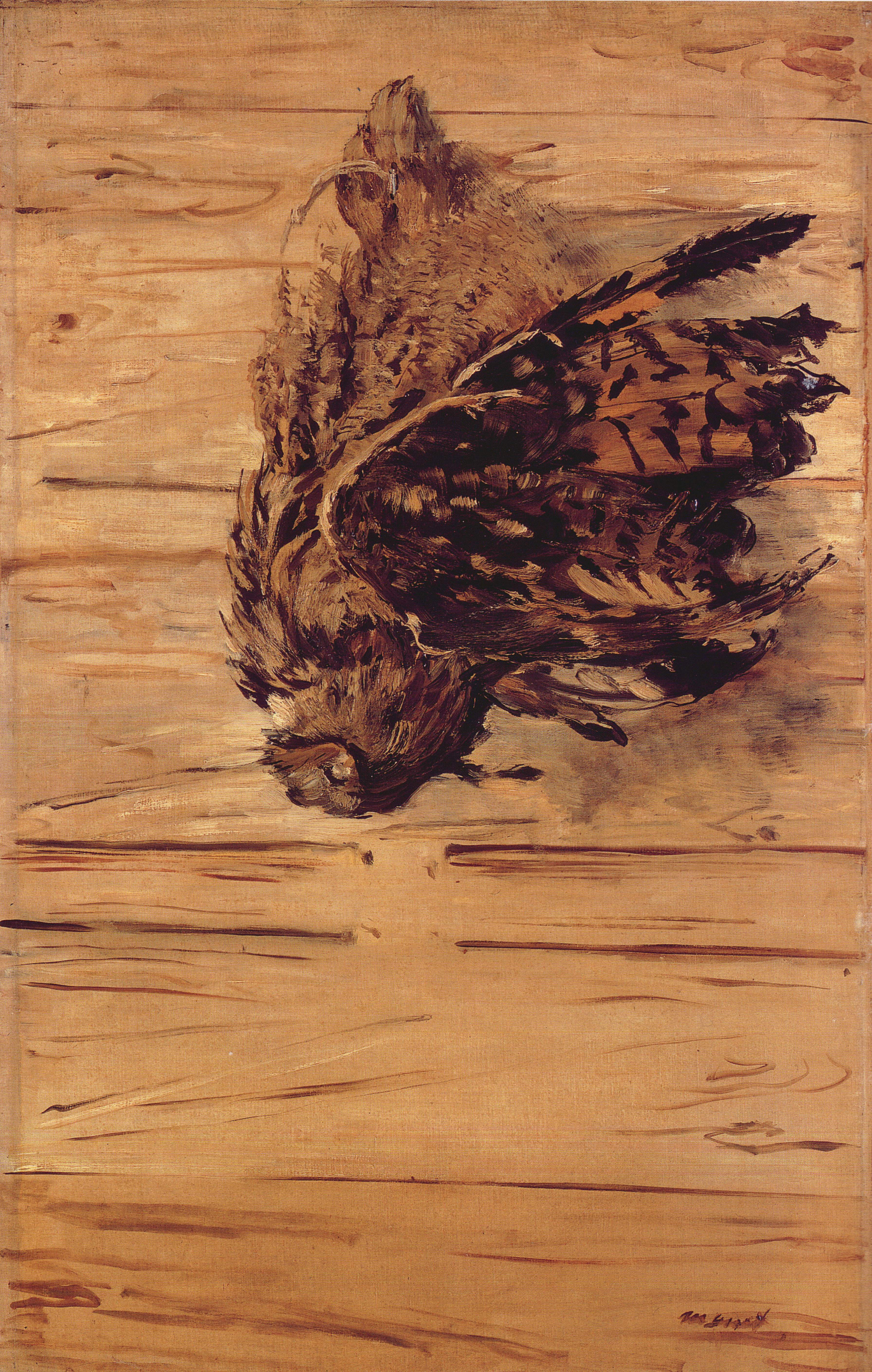
Édouard Manet: Toter Uhu 1881
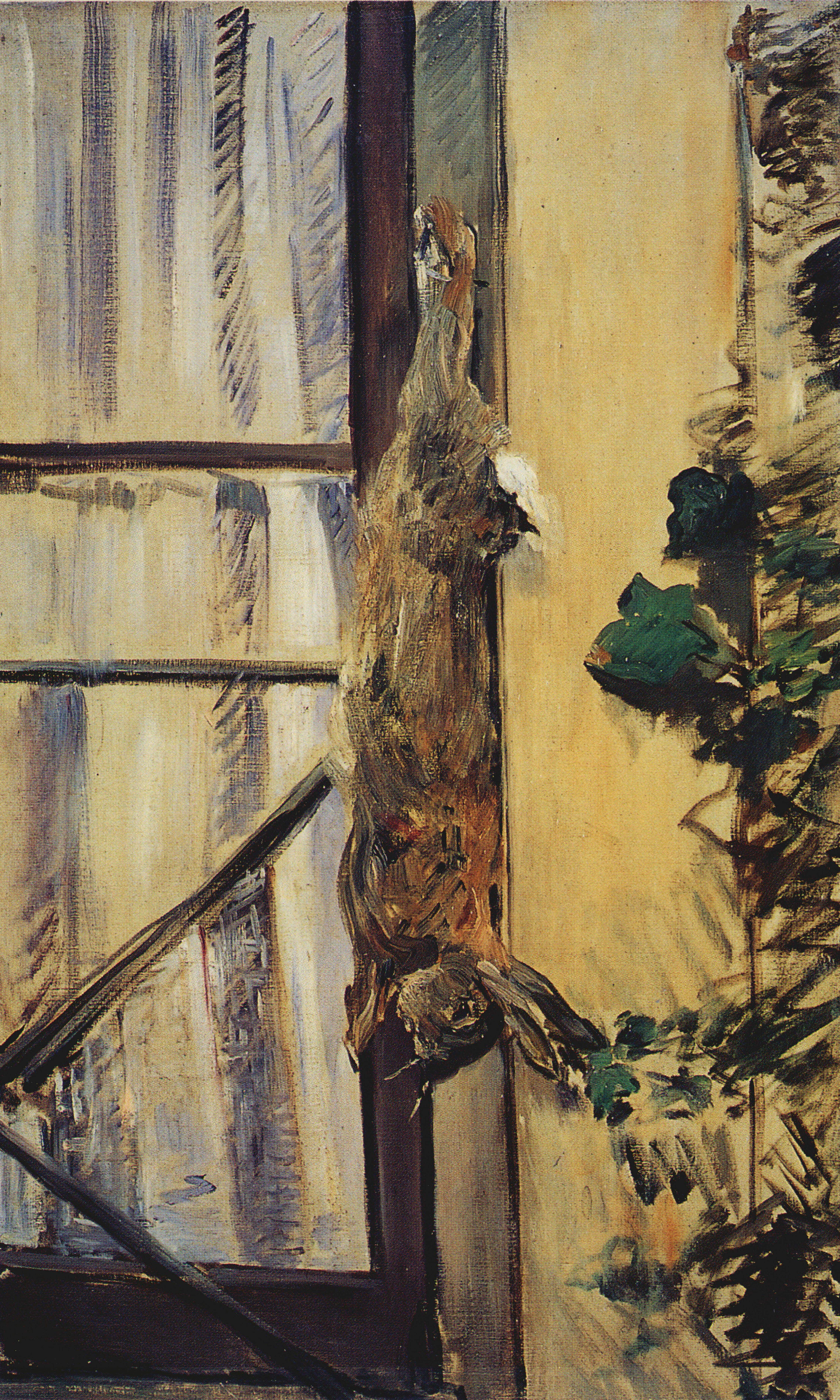
Édouard Manet: Der Hase 1881

## Provenienz
Manet stellte das Gemälde Das Kaninchen zusammen mit weiteren Werken 1867 am Rand der Weltausstellung in einem eigenen Pavillon aus. Mit dieser Ausstellung hoffte er auf den künstlerischen Durchbruch und versprach sich einen finanziellen Erfolg durch den Verkauf seiner Bilder, was aber beides misslang. Das Kaninchen blieb zunächst in Manets Besitz, bis er das Bild 1873 an den Baritonsänger und Kunstsammler Jean-Baptiste Faure verkaufte. Faure besaß zu Manets Lebzeiten die größte Sammlung seiner Werke, darunter einige Hauptwerke. 1906 verkaufte Faure Das Kaninchen an den Kunsthändler Paul Durand-Ruel. Dieser veräußerte das Gemälde noch im selben Jahr an der Modeschöpfer Jacques Doucet. Nach dessen Tod 1929 ging das Bild durch Erbschaft zunächst an seine Frau Jeanne (1861–1958), danach an seinen Neffen Jean-Édouard Dubrujeaud (1880–1968) und anschließend an den Großneffen Jean Angladon-Dubrujeaud (1906–1979). Die Frau des Letztgenannten, Paulette Angladon-Dubrujeaud (1905–1988), vermachte nach ihrem Tod die im Familienbesitz verbliebene Kunstsammlung von Jacques Doucet der Foundation Angladon-Dubrujeaud. Diese Stiftung betreibt das Musée Angladon in Avignon, in der auch Manets Das Kaninchen ausgestellt wird.